# Pedetes capensis
Springhare Nam Phi (Pedetes capensis), hay springhaas trong tiếng Nam Phi là một loài động vật có vú trong Họ Pedetidae, Bộ Gặm nhấm. Loài này được Forster mô tả năm 1778. Đây là một trong hai loài còn tồn tại trong Chi Pedetes, và có nguồn gốc từ miền nam Châu Phi. Trước đây, chi này được coi là một đơn chi, và loài Springhare Đông Phi (Pedetes surdaster) được đưa vào P. capensis. Mặc dù hai loài này trông giống nhau khi nhìn bằng mắt thường, nghiên cứu khoa học có thể dễ dàng nhận biết loài nào là loài nào.

## Hình ảnh

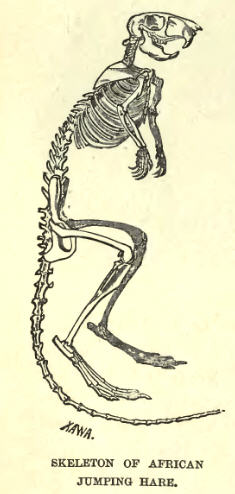
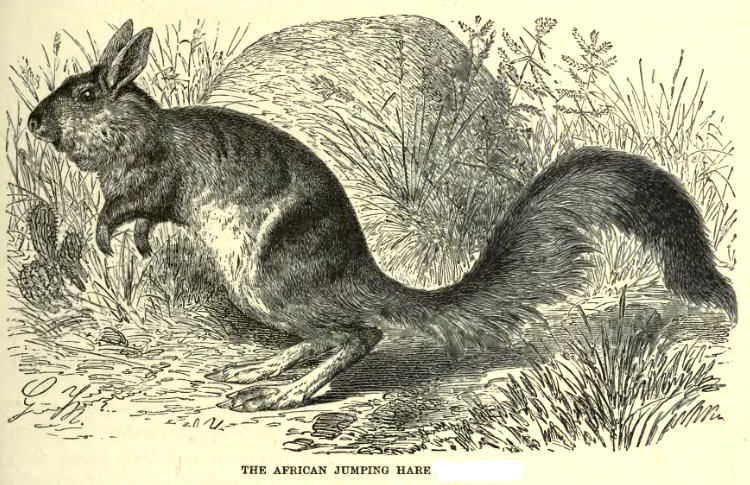
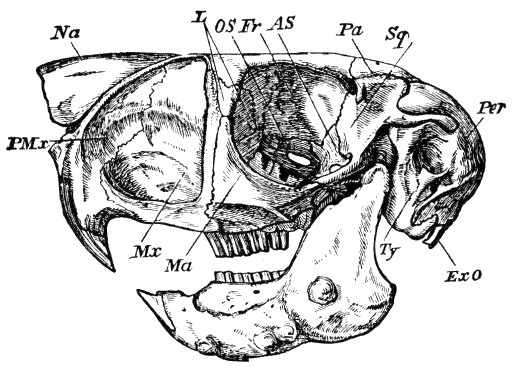
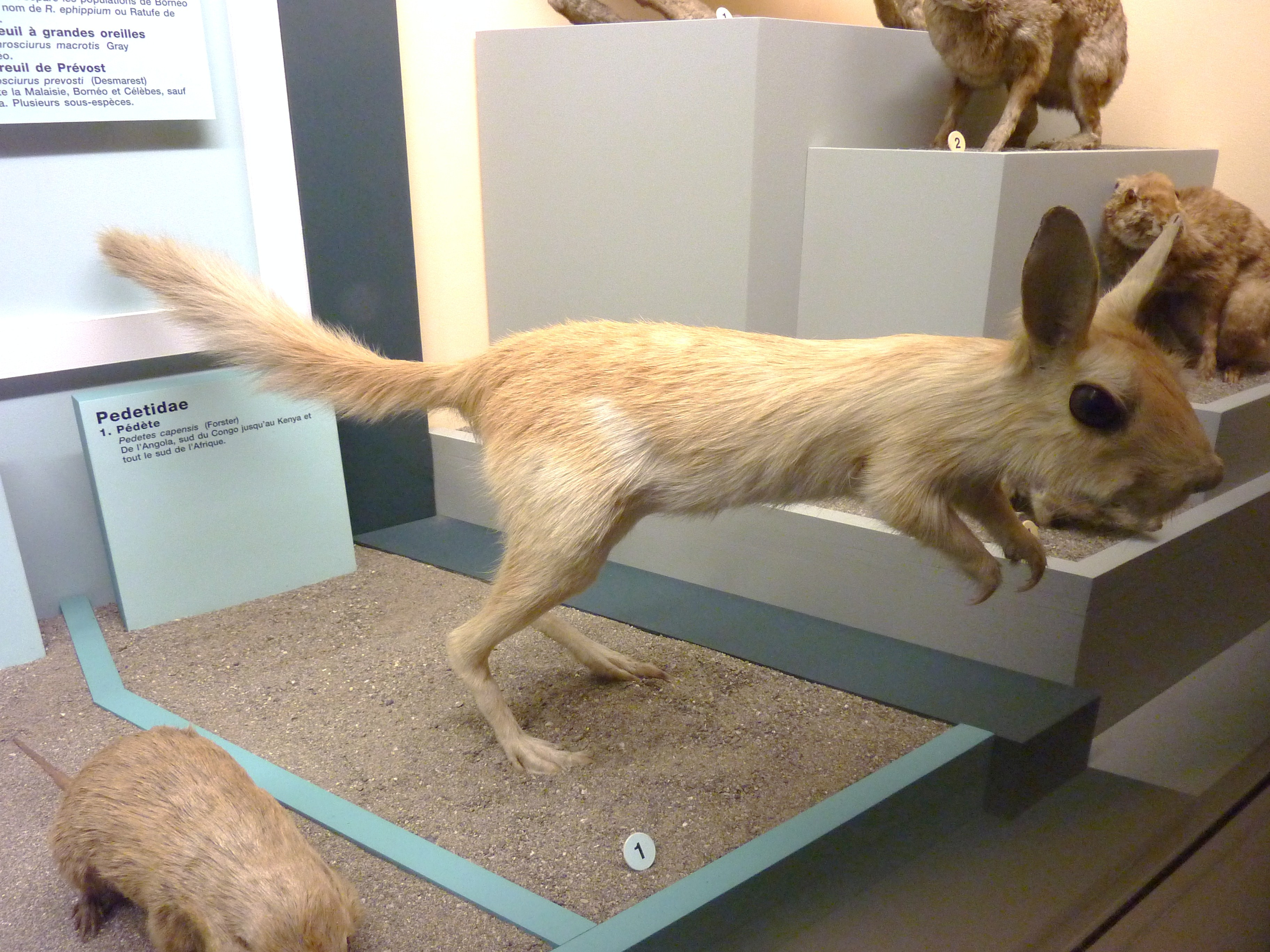